# Hennadiy Kernes
Hennadiy Adólfovich Kernes (en ucraniano: Геннадій Адольфович Кернес; Járkov, RSS de Ucrania de la Unión Soviética, 27 de junio de 1959 - Berlín, 17 de diciembre de 2020) fue un político ucraniano que se desempeñó como alcalde de Járkov desde el 24 de noviembre de 2010 hasta su muerte el 17 de diciembre de 2020.

## Estudios
Se formó primero en una Escuela Vocacional como técnico delineante-proyectista en mecánica. Se graduó posteriormente en Jurisprudencia en la Universidad Nacional Academia de Leyes Yaroslav el Sabio. Obtuvo la maestría y el doctorado en Administración Pública de la Universidad Nacional de Economía de Járkov.
En el momento en que se casó con Oksana Gaysínskaya, la hija del exfiscal general adjunto de Ucrania, el exfiscal de Kiev Yuri Gaysinski.

## Carrera empresarial
Fue empleado en empresas eléctricas, lácteas y de confecciones en Járkov. En 1986 estableció su propio taller de confecciones y luego fundó la cooperativa de fabricación de ropa Icarus. Entre 1992 y 1994 fue jefe de la empresa comercial Aktseptor; entre 1999 y 2001 fue director de una subsidiaria en Járkv de Gas Ucrania; entre 1994 y 1999 fue presidente del Consejo de Administración de NPK-Kholdynh JSC, empresa de la que fue presidente entre 2001 y 2002.

## Vida política
En 1998 fue elegido miembro del Concejo de la ciudad de Járkov. Fundó y dirigió el movimiento "Nueva Járkov - nuevas oportunidades", que en las elecciones locales de 2002 recibió el 90 % de la votación local. En noviembre de 2004 apoyó la Revolución Naranja. En 2005 ingresó en el Partido de las Regiones. En 2006 se convirtió en secretario del concejo de la ciudad. El 31 de octubre de 2010, Kernes ganó la elección para alcalde de Járkov y desde entonces se desempeñaba como alcalde en su ciudad natal.
El 28 de abril de 2014 recibió un balazo por la espalda que le atravesó un pulmón y el hígado. Estaba inconsciente cuando fue hospitalizado en estado grave y le practicaron una cirugía que resultó exitosa, pero los médicos anunciaron que se debía esperar varios días para saber si su vida aún corría peligro. Cuando Kernes transitaba en bicicleta, un atacante le disparó desde un bosque. El atentado ocurrió un día después de enfrentamientos en la ciudad entre ultranacionalistas y manifestantes antigubernamentales que dejaron a catorce personas heridas. Horas más tarde, se abrió una causa penal para investigar el ataque. Además, se dio a conocer que anteriormente había sido amenazado varias veces.
Anterior al ataque, en el marco de las protestas prorrusas en Ucrania de 2014, Kernes se enfrentó a las nuevas autoridades ucranianas al abogar por la convocación de un referéndum federalista en Járkov, pero tras recibir una «reprimenda oficial» se ha mostrado leal a Kiev.
El 17 de diciembre de 2020, el Ayuntamiento de Járkov y el empresario amigo de Kernes, Pavel Fuks, confirmaron que Kernes había muerto en Berlín de COVID-19.

## Controversias
Antes de su carrera en la política, Kernes fue señalado como un exjefe del crimen organizado de la región de Járkov, además de tener antecedentes penales por robo y fraude. Hubo controversias en las elecciones donde él resultó ganador. Según declaró el ministerio del Interior de Ucrania en Járkov el 16 de febrero de 2013, con el nombre de Kernes «no se encuentra ningún registro de condenas en causas penales».
En enero de 2014 se informó que él mismo aumentó su sueldo un 25%. Tras las protestas prorrusas en Ucrania de 2014, se le acusó de fomentar el separatismo.